# Thomas Medwin

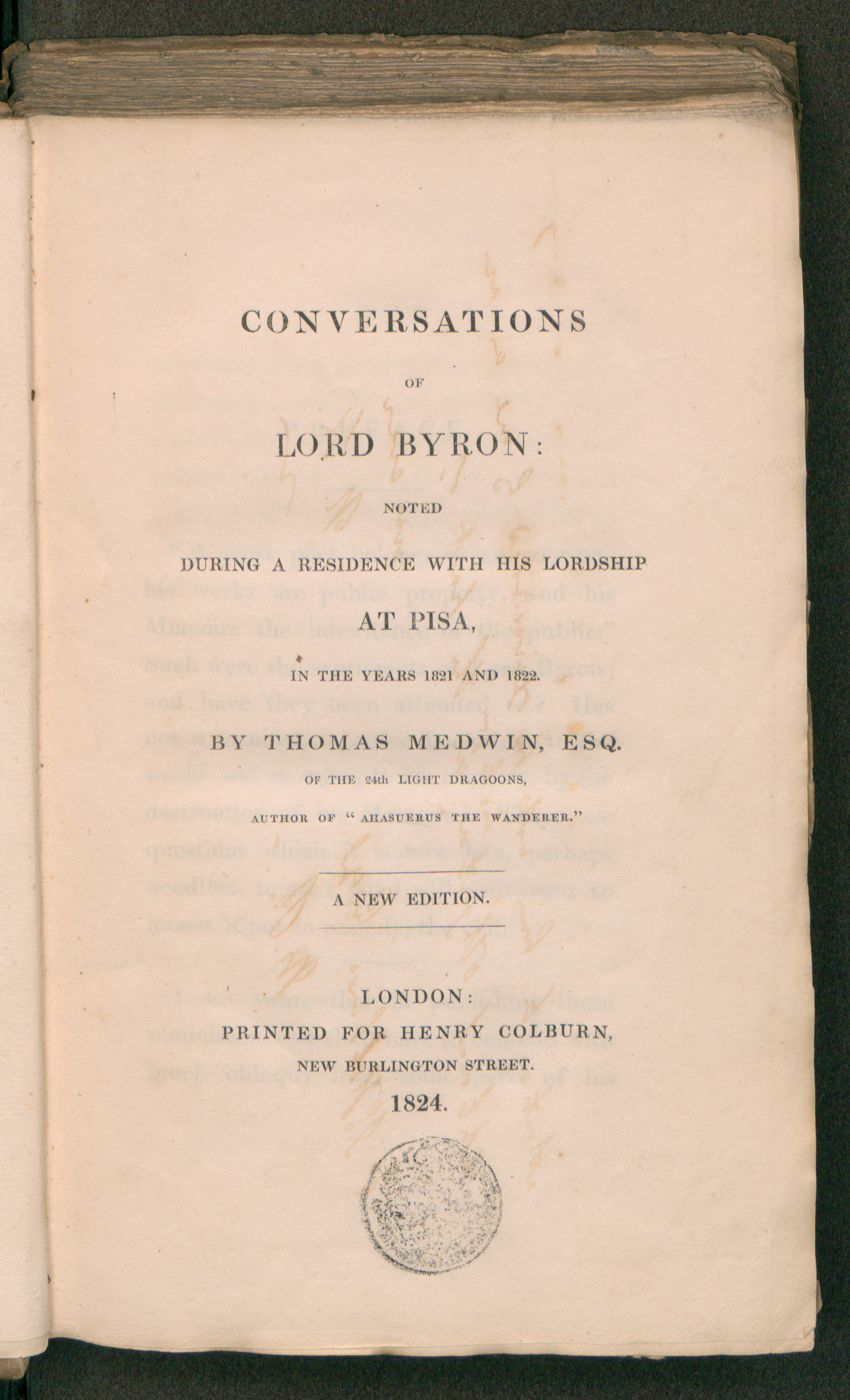
Conversation of Lord Byron, 1824

Thomas Medwin (n. 20 martie 1788, Horsham, Anglia, Regatul Marii Britanii – d. 2 august 1869, Horsham, Anglia, Regatul Unit al Marii Britanii și Irlandei) a fost poet și traducător englez, cunoscut mai ales ca biograf al lui Percy Bysshe Shelley și pentru memoriile sale despre Lord Byron.